# Sayn-Altenkirchen
Sayn-Wittgenstein-Sayn-Altenkirchen (a veces llamado Sayn-Altenkirchen) fue un condado alemán localizado en lo que ahora es Renania-Palatinado, en las cercanías del río Sieg.

## Historia
Cuando el Conde Guillermo III de Sayn-Wittgenstein-Sayn murió en 1623 sin herederos claros, el Arzobispo de Colonia ocupó la vacante del Condado hasta que fue establecida la sucesión. Recién en 1648, establecida por un contrato, el Condado fue dado conjuntamente a las Princesas Ernestina y Johanette, dos hermanas que eran nietas del Conde Guillermo; su madre, la Condesa Viuda Luisa Juliana actuó como regente. Sin embargo, poco después del tratado el Condado fue dividido en dos. La porción de Ernestina fue llamada "Sayn-Wittgenstein-Hachenburg" (o más brevemente "Sayn-Hachenburg"), un título que descendió por línea femenina y que ahora pertenece al Gran Duque de Luxemburgo. La división de Johanette fue llamada "Sayn-Wittgenstein-Sayn-Altenkirchen". Su madre permaneció como regente de ambos Condados hasta 1652, cuando Johanette y Ernestina separadamente gobernaron sus respectivos condados. 
Sayn-Altenkirchen fue heredado por el Duque Juan Guillermo de Sajonia-Eisenach — hijo de Johanette — y por segunda vez por el Duque Guillermo Enrique de Sajonia-Eisenach — nieto de Johanette. Guillermo Enrique murió sin descendencia y Sayn-Altenkirchen fue heredado por el Margrave Carlos de Brandeburgo-Ansbach, bisnieto de Johanette.
El Condado de Sayn-Wittgenstein-Sayn-Altenkirchen llegó a su fin cuando fue mediatizado a Nassau-Weilburg en 1803.
La reina Carolina, esposa de Jorge II del Reino Unido, era co-heredera de este Condado, pero nunca llegó a heredarlo realmente y su nieto Jorge III fue compensado por esta pérdida de herencia.

## Condes de Sayn-Wittgenstein-Sayn-Altenkirchen (1648-1803)
- Johanette (1648-1701)
- Luisa Juliana (Regente, 1648-52)
- Guillermo Enrique, Duque de Sajonia-Eisenach (1701-41)
- Carlos, Burgrave de Brandeburgo-Ansbach (1741-1803)

Mediatizado a Nassau-Weilburg 1803